# 宗旨替え
宗旨替え（しゅうしがえ、「宗旨変え」とも書く）は、信仰している宗旨宗派（おおむね、仏教といった大枠で同じ宗教の内部での違い）を変更し、または寺請制度に由来する菩提寺を別の宗旨の寺に変更すること。転じて、思想・信条・嗜好・趣味などをかえることもいい、支持政党の変更、師匠や親方の変更などにも用い、「鞍替え」とほぼ同じ意味で用いられる。
仏教からキリスト教へというような、全く別の宗教へ変更することは改宗という。
本来は自分の信条つまり宗教的価値観によって行われるもので、詩人・童話作家の宮沢賢治が浄土真宗から日蓮宗に宗旨替えしたことがよく知られている。
しかし現在では、仕事などの都合で、菩提寺から遠く離れたところに永住することになり、もとの寺を離檀して、新しい檀家を募集している寺に宗旨替えをするといった家庭が多い。